# Summer Brielle
Pour les articles homonymes, voir Laura Cox et Brielle (homonymie).
Summer Brielle, née Laura Cox le 7 février 1987, est une actrice de films pornographiques américaine.

## Carrière
Elle commence sa carrière dans l'industrie de cinéma pour adultes en 2010 et depuis elle est apparue dans plus de 200 vidéos. Elle s'est fait augmenter la poitrine en 2011.

## Filmographie sélective
- 2010 : iLove Girls
- 2011 : We Live Together 20
- 2012 : We Live Together 23
- 2012 : Molly's Life 19
- 2013 : Chemistry 2
- 2014 : 9 1/2 Weeks: An Erotic XXX Parody
- 2015 : Fabulous Boobs 2
- 2016 : Girls, Girls, Girls (II)
- 2017 : My Ass 3
- 2018 : Pussy Delight 3